# 美唄市消防本部
美唄市消防本部（びばいししょうぼうほんぶ）は、北海道美唄市の消防部局（消防本部）。

## 沿革
「あゆみ」参照
美唄市消防は、1903年（明治36年）に私設沼貝消防組が設立したことに始まり、翌年には公設沼貝消防組に改組した。1916年（大正5年）、私立美唄炭山消防組が結成され、翌年に公立我路消防組に改称した。1926年（大正15年）に沼貝町が美唄町と改称すると、沼貝消防組も美唄消防組と改称した。1939年（昭和14年）、警防団令施行によって警防団（美唄警防団）に再編成し、三井美唄警防団・三菱美唄警防団が発足した。1947年（昭和22年）に消防団令施行によって各警防団が消防団に改称して美唄消防団を再編成し、我路消防団が発足した。また、同年の消防組織法施行に伴い自治体消防となり、翌年の消防法施行を経て、美唄消防団は1949年（昭和24年）に美唄・南美唄・峰延・光珠内・茶志内・沼南・三井美唄・三菱美唄・三井新美唄・日東三菱茶志内・我路の11団編成となった。
- 1950年（昭和25年）：美唄町が市制施行し、美唄市となる。美唄市消防本部・消防署発足。
- 1951年（昭和26年）：茶志内出張所開設。
- 1952年（昭和27年）：峰延機関員出張所開設。南美唄機関員出張所開設。
- 1954年（昭和29年）：第一機関員出張所開設。
- 1956年（昭和31年）：旭機関員出張所開設。
- 1957年（昭和32年）：茶志内出張所を茶志内機関員出張所に改称。
- 1961年（昭和36年）：東明機関員出張所開設。
- 1964年（昭和39年）：三井出張所開設。我路分遣所を出張所に改称。
- 1965年（昭和40年）：東美唄出張所開設。
- 1967年（昭和42年）：救急業務開始。
- 1968年（昭和43年）：三井出張所廃止。
- 1971年（昭和46年）：消防本部・消防署庁舎新築。
- 1972年（昭和47年）：東美唄出張所廃止。
- 1973年（昭和48年）：峰延機関員出張所を出張所に改称。第一機関員出張所・旭機関員出張所廃止。
- 1977年（昭和52年）：茶志内出張所新築。
- 1978年（昭和53年）：東明機関員出張所を出張所に改称。
- 1979年（昭和54年）：南美唄機関員出張所を出張所に改称。東明出張所新築。
- 1980年（昭和55年）：消防署に通信一斉指令装置導入。
- 1985年（昭和60年）：各出張所を分遣所に改称。
- 1988年（昭和63年）：我路分遣所廃止し、連絡所となる。北海道救急医療情報システム運用開始。
- 1990年（平成02年）：災害弱者緊急通報システム運用開始。峰延分遣所新築。
- 1991年（平成03年）：北海道広域消防相互応援協定締結。
- 1992年（平成04年）：南美唄分遣所新築。
- 1995年（平成07年）：我路連絡所廃止。
- 1996年（平成08年）：消防庁舎増改築。消防緊急通信指令施設I型・消防団緊急伝達システム導入。
- 1999年（平成11年）：茶志内分遣所廃止。
- 2007年（平成19年）：東明分遣所廃止。
- 2013年（平成25年）：高機能型消防緊急通信指令施設導入。

## 組織
- 消防本部
  - 総務課
  - 予防課
  - 消防署
    - 警防課
    - 救急課

## 消防車両
「消防装備」参照
- 水槽付き消防ポンプ自動車：1
- 化学消防ポンプ自動車：1
- 救助工作自動車：1
- 大型水槽自動車：1
- 屈折はしご付き消防自動車：1
- 高規格救急自動車：2
- 指揮車：1
- 査察車：1
- 広報車：1
- 小型ポンプ積載車：1
- 搬送車：1
- 連絡車：1
- マイクロバス：1
- 訓練指導車：1

## 消防署
| 消防署       | 住所          | 分遣所                                |
| ------------ | ------------- | ------------------------------------- |
| 美唄市消防署 | 西1条北6-1-30 | 南美唄：南美唄町南町 峰延：峰延町本町 |